# Миррис
Ми́ррис (лат. Myrrhis) — род растений семейства Зонтичные. Включает единственный вид миррис душистая (миррис душистый), или испанский кервель (Myrrhis odorata).
Пряно-ароматическое растение с ажурными перистыми листьями, используемое аналогично анису.

## Ботаническое описание
Многолетнее травянистое растение с сильным пряным запахом. Образует каудекс, от которого отходят толстые тёмно-коричневые корни. Стебли прямостоячие, 40—120 см и более высотой, цилиндрические, полые, в основании 1—1,5 см толщиной, с волокнисто-чешуйчатыми остатками отмерших листовых влагалищ, с тонкоребристой поверхностью, на всём протяжении голые или коротковолосистые, в узлах длинноволосистые, часто волоски направлены книзу.
Листья в очертании треугольные, дважды — четырежды перисторассечённые, 20—40(58) см длиной и 20—40 см шириной, сверху зелёные, снизу сизо-сероватые; сегменты первого порядка 18—27 см длиной, продолговато-яйцевидные, второго порядка — яйцевидные, конечные сегменты яйцевидно-продолговатые или ланцетные, от зубчатых до перистонадрезных, боковые — 1—5 см длиной и 0,4—3 см шириной, верхушечные — до 8 см длиной и до 5 см шириной. Покрыты простыми мягкими белыми волосками 1—2 мм длиной.
Соцветия — сложные зонтики, лишённые обёрток, 4—10 см в диаметре, с 4—18(20) примерно равными лучами около 2 см длиной. Центральный зонтик с обоеполыми и немногочисленными бесплодными тычиночными цветками, боковые зонтики часто только с бесплодными цветками. Зонтички с 8—18(32) цветками, 7—10 мм в диаметре. Обёрточки из 4—5(7) плёнчатых листочков. Лучи зонтичков, несущие обоеполые цветки, опушённые, у тычиночных цветков более тонкие, голые. Чашечка без зубцов. Венчик белый, лепестки его в очертании обратнояйцевидные, около 1 мм, реже до 3 мм длиной, внешние у краевых цветков увеличенные, на верхушке оттянутые к середине цветка, выглядят выемчатыми.

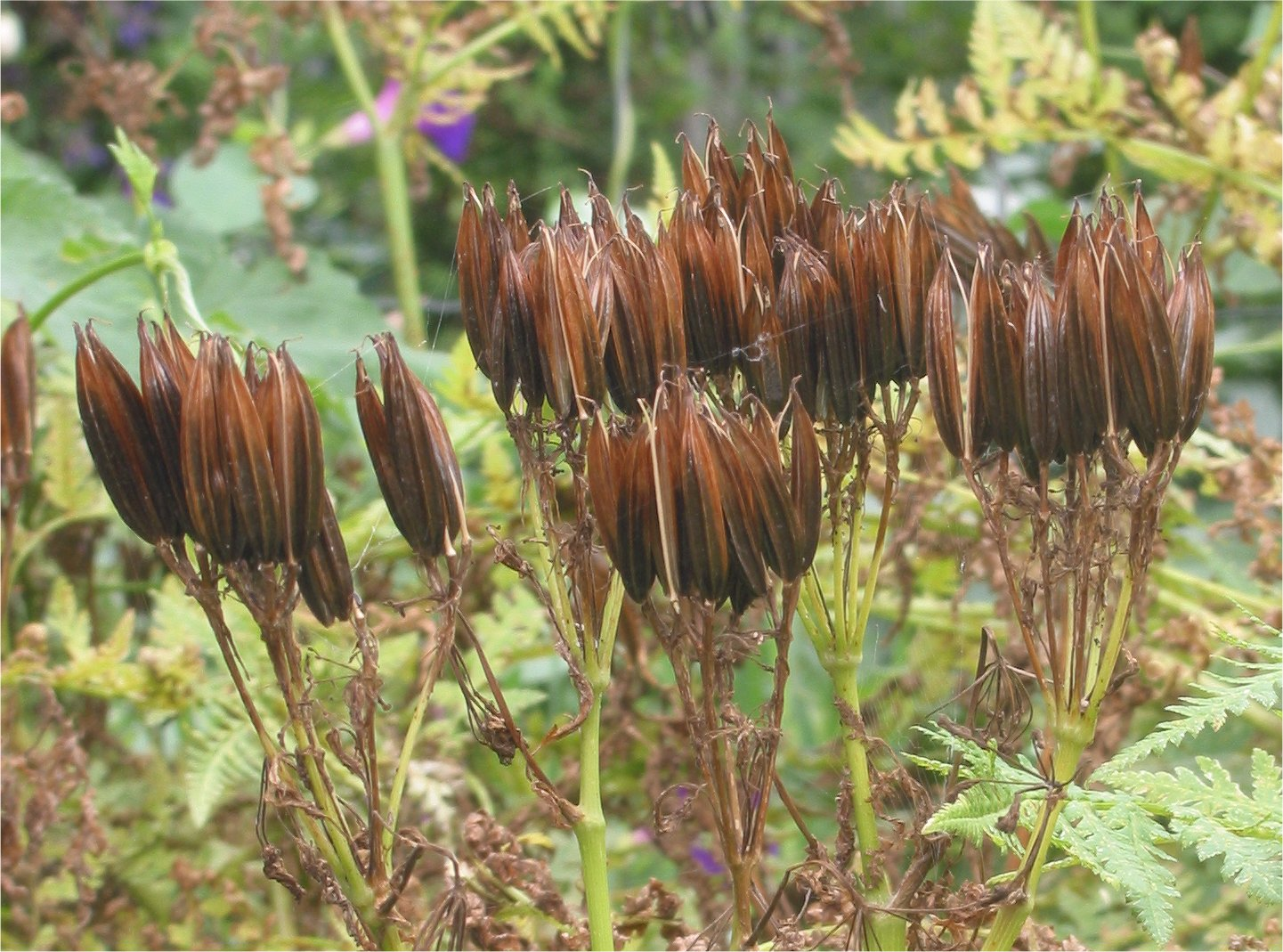
Созревающие плоды

Плоды — вислоплодники, линейные или линейно-ланцетные, до 15—25 мм длиной и 4—5 мм шириной. Мерикарпии в зрелом виде почти чёрные, блестящие, почти не сжатые, с пятью примерно одинаковыми острыми рёбрами — тремя спинными и двумя краевыми, в сечении почти звездообразные, по рёбрам с жестковатыми вверх направленными волосками. Спайка между мерикарпиями узкая. Подстолбия конические, с прямыми стилодиями, в два раза превышающими подстолбия по длине. Эндосперм с глубокой выемкой со стороны спайки.
Гипокотиль (подсемядольное междоузлие) проростка 1,5—2 см высотой, голые, бородавчатый, травянистый. Семядольные листья на черешках 4—7 см длиной, с заметным влагалищем в основании, сами листья линейные, в основании клиновидные, на конце угловатые, около 7 см длиной, травянистые, голые. Эпикотиль отсутствует. Первые настоящие листья очерёдные, на черешках 3—5 см длиной, в основании с более или менее выраженным влагалищем, дважды перистые, сегменты их пильчато-лопастные, 2,5—3 см длиной, с одноклеточным опушением.

## Название
Родовое название происходит от др.-греч. μυρρίς — названия некоторого пряного зонтичного, предположительно, миррис душистой. У Диоскорида и Плиния это растение называлось μύρρα, хотя первоначально этим словом обозначали мирру и растение, из которой её получают.

## Значение
Пряное и пищевое растение — семена имеют запах аниса и используются в качестве пряности, листья используются в качестве приправы в супах и салатах.
Корень, семена, надземные части растения используются в народной медицине и ветеринарии.

## Распространение
Европейское растение, естественный ареал которого — в Центральной и Южной Европе, от бывшей Югославии и Италии на востоке до Франции и Испании на западе.
Культивировалось в других районах Европы (Северная, Восточная Европа), в также в Южной Америке, где нередко дичает.

## Таксономия
Род принимался Турнефором в 1700 году в широком объёме, включавшем несколько видов, ныне относимых к роду Chaerophyllum L. (Бутень). Карл Линней в 1753 году включил миррис душистую в состав рода Scandix L. (Скандикс), описав как «скандикс с бороздчатыми угловатыми семенами», распространённый, по его данным, «в горах Оверни». В 1754 году род Myrrhis был восстановлен Филипом Миллером.
В 1771 году Джованни Антонио Скополи включил в род единственный вид Myrrhis odorata, который в 1979 году был избран М. Хироэ лектотипом рода. Скополи отличил род так: «семена длинные, пятиугольные; углы шероховатые, острые». В качестве диагностических признаков вида он указал: «листья волосистые, с приятным запахом, трижды рассечённые, семена блестящие, чернеющие».
В 1816 году М. Лагаска описал из Кантабрии второй вид рода — Myrrhis sulcata Lag. В 2001 году было показано, что образец, по которому он был описан, действительно относится к этому роду, однако находится в пределах изменчивости Myrrhis odorata (L.) Scop.

### Синонимы
Рода
- Chaerophyllastrum Heist. ex Fabr., 1759, nom. superfl.

Вида
Номенклатурные:
- Chaerophyllum odoratum (L.) Crantz, 1767
- Lindera odorata (L.) Asch., 1898
- Scandix odorata L., 1753basionym
- Selinum myrrhis E.H.L.Krause, 1904, nom. superfl.

Таксономические:
- Myrrhis odorata subsp. sulcata (Lag.) Nyman, 1879
- Myrrhis sulcata Lag., 1816